# قائمة رؤساء الجمهورية العربية اليمنية
رئيس الجمهورية العربية اليمنية هو رئيس اليمن الشمالي (حالياً الجمهورية اليمنية).

## رؤساء الجمهورية العربية اليمنية (1962–1990)
| #                                                                                            | صورة          | الاسم (ميلاد-وفاة)              | بداية الفترة   | نهاية الفترة         | الحزب السياسي |
| -------------------------------------------------------------------------------------------- | ------------- | ------------------------------- | -------------- | -------------------- | ------------- |
| 1                                                                                            |               | عبد الله السلال (1917–1994)     | 27 سبتمبر 1962 | 5 نوفمبر 1967        | الجيش اليمني  |
| 2                                                                                            |               | عبد الرحمن الإرياني (1910–1998) | 5 نوفمبر 1967  | 13 يونيو 1974        | مستقل         |
| 3                                                                                            |               | إبراهيم الحمدي (1943–1977)      | 13 يونيو 1974  | 11 أكتوبر 1977       | الجيش اليمني  |
| 4                                                                                            |               | أحمد الغشمي (1941–1978)         | 11 أكتوبر 1977 | 24 يونيو 1978        | الجيش اليمني  |
| 5                                                                                            |               | عبد الكريم العرشي (1934–2006)   | 24 يونيو 1978  | 18 يوليو 1978        | مستقل         |
| 6                                                                                            |               | علي عبد الله صالح (2017-1947)   | 18 يوليو 1978  | 24 أغسطس 1982        | الجيش اليمني  |
| (6)                                                                                          | 24 أغسطس 1982 | علي عبد الله صالح (2017-1947)   | 22 مايو 1990   | المؤتمر الشعبي العام |               |
| لمتابعة قائمة الرؤساء بعد توحيد اليمن الشمالي مع اليمن الجنوبي انظر رؤساء الجمهورية اليمنية. |               |                                 |                |                      |               |